# James Clark Ross
James Clark Ross, född 15 april 1800 i London, död 3 april 1862 i Aston Abbotts nära Aylesbury, Buckinghamshire, var en brittisk sjöfarare och upptäcktsresande.

## Biografi
Som tolvåring började Ross sin tjänst i Royal Navy och redan 1818 deltog han i en expedition under ledning av sin farbror John Ross som letade efter Nordvästpassagen. Mellan åren 1819 och 1825 medverkade Ross i polärexpeditioner under ledning av William Edward Parry. Efter en kort paus följde ännu en expedition med Parry som hade till uppgift att nå den geografiska nordpolen. Parry trodde att norra ishavet bara hade en mindre remsa av is och därför lastades mindre skepp på slädar som drogs över isen. Vid 82:a bredgraden blev de tvungen att återvända.
Den 29 september 1839 påbörjade Ross en egen expedition med fartygen HMS Erebus och HMS Terror till Antarktis. Som ledare för skeppet Terror valde Ross sin nära vän Francis Crozier. På resan söderut upptäckte de 1841 vid 71 grader sydlig bred en landmassa som fick namnet South Victorialand. På en liten ö fanns två vulkaner som Ross döpte efter sina fartyg, Mount Erebus och Mount Terror. Den andra februari 1841 nådde expeditionen shelfiskanten som förut varit okänd och två månader senare var de tillbaka i Tasmanien. I november samma år gjordes andra försöket att nå sydpolen, men expeditionen kom inte långt på grund av för mycket is. Efter ett tredje misslyckade försök som påbörjades i december 1842 från Falklandsöarna var Ross övertygad om att det fanns en kontinent bakom isen.
Ross beslöt att resa hem och var den 4 september 1843 tillbaka i England. Ett år senare adlades han.
Ett större antal geografiska objekt fick namnet efter James Ross, bland annat Rosshavet och Ross Island.